# Braulia Cánovas

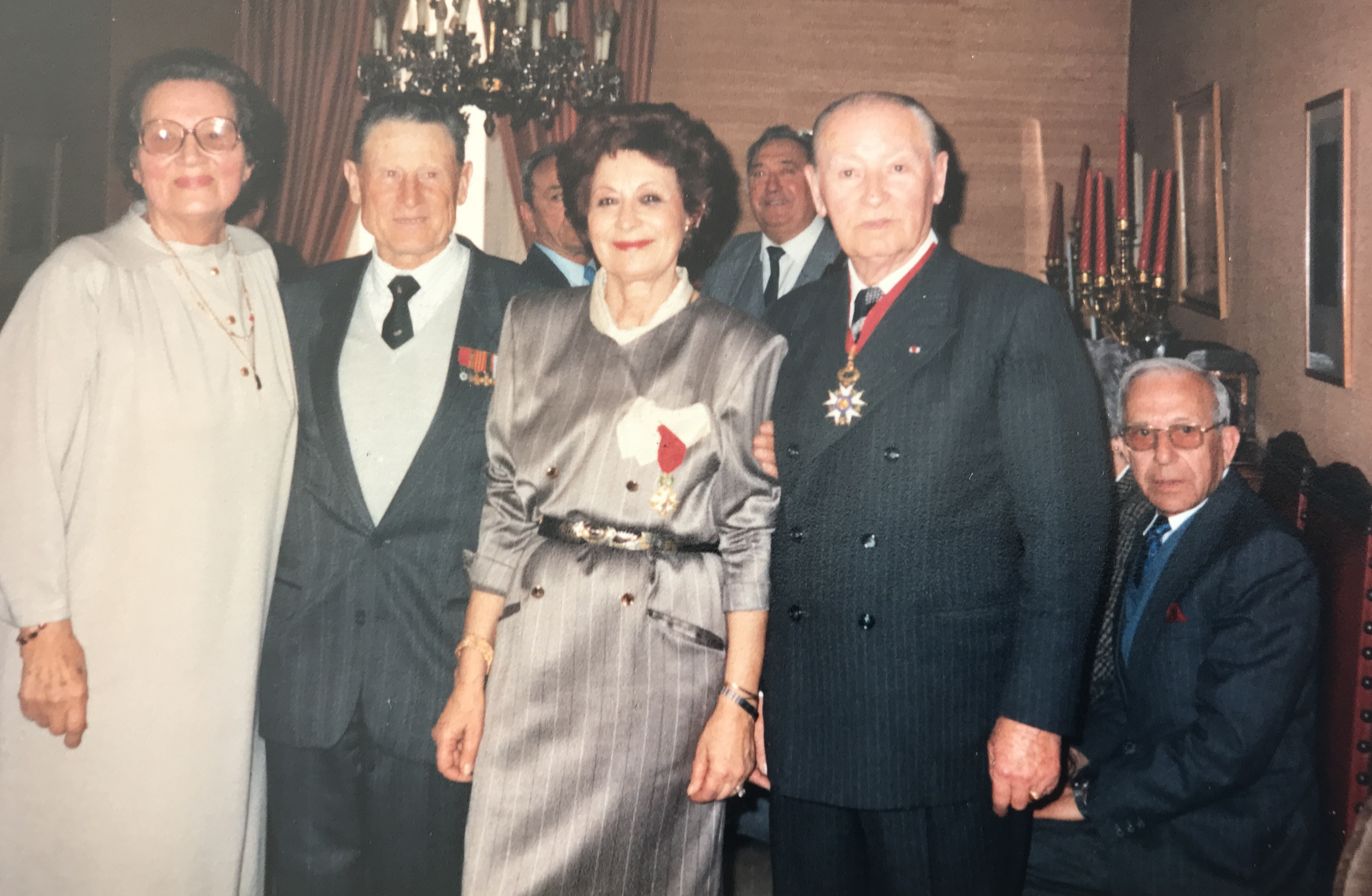
Braulia Cánovas en 1988 con la cruz de Officier de la Legion d'Honneur otorgada por el Gobierno francés.

Braulia Cánovas Mulero (Alhama de Murcia, 8 de enero de 1920 – Barcelona, 23 de diciembre de 1993) fue una republicana española que luchó contra los nazis en la Resistencia francesa, conocida como Monique. Sobrevivió a los campos de concentración y fue liberada del de Bergen-Belsen el 15 de abril de 1945. En 2018, fue homenajeada por el ayuntamiento de su localidad junto a otros cuatro alhameños víctimas de los campos de concentración nazis.

## Trayectoria
Era hija de Francisco Cánovas Rubio (muerto en Madrid durante la guerra civil española a manos de las tropas sublevadas) y de María Mulero Melgarejo, que emigraron a Barcelona hacia 1930. Tras la derrota de la República la familia cruzó los Pirineos y se exilió a Francia de la dictadura.
Luchó contra los nazis en la Resistencia francesa y se la conocía por el nombre de Monique. El 9 de mayo de 1943, fue detenida por el ejército nazi en Perpiñán y trasladada el 16 de mayo a la prisión militar de Fresnes. Posteriormente, fue transferida al campo de trabajo de Compiègne y el 3 de febrero de 1944 acabó deportada al campo de concentración de Ravensbrück para mujeres. Viajó hasta allí en un convoy con otras 27 000 mujeres que fueron identificadas.
En Ravensbrück, Cánovas fue marcada con el n.º 27 697 y, tras un tiempo allí, empezó a servir como fuerza de trabajo con otras 1000 mujeres en Hannover-Limmer, montado por la empresa Continental Gummi-Werke para la fabricación de máscaras de gas. A finales de abril de 1944, fue trasladada con el número 5520 hacia el campo de concentración de Bergen-Belsen, cuando las tropas aliadas se acercaban a Ravensbrück. Un año después, el 15 de abril de 1945, fue liberada por las tropas británicas; pesaba entonces 35 kilos.

## Reconocimientos
Poco después de terminar la Segunda Guerra Mundial, el Gobierno francés nombró a Cánovas Chevalier de la Légion d'Honneur a título militar, como señal de agradecimiento en su lucha por la libertad contra el fascismo. Posteriormente, en 1984, de nuevo de la mano del Gobierno francés, obtuvo la cruz de Officier de la Legion d'Honneur a título militar, reconocimiento que se hizo solo a algunos españoles. Por el contrario, nunca tuvo un reconocimiento oficial por parte del Estado español mientras vivió. En 2012, el nombre de Cánovas apareció en el listado oficial de las personas que ayudaron a Francia durante la ocupación nazi para su reconocimiento a propuesta de las Fuerzas Armadas de los Estados Unidos, de acuerdo con el registro de supervivientes de la Segunda Guerra Mundial.
El 30 de enero de 2018, todos los grupos con representación municipal en Alhama de Murcia, el Partido Socialista, el Partido Popular, Izquierda Unida-Verdes y Ciudadanos, acordaron el reconocimiento de los alhameños presos y asesinados en los campos de concentración nazis. Gracias a este acuerdo, en mayo del mismo año, el Ayuntamiento de Alhama de Murcia rindió un homenaje a cinco de sus vecinos Braulia Cánovas Mulero, Antonio Martínez Baños, Francisco Aledo Martínez, José María Martínez Costa y José Cerón García, mediante un monolito que recuerda a estas víctimas del nazismo y que está situado en el Jardín de los Mártires. La obra contiende la inscripción: 'A los alhameños prisioneros en campos de concentración nazi por su compromiso con la libertad'. Este proceso se inició en 2015 gracias a la intervención del historiador Víctor Peñalver, que consiguió que varios consistorios de la región de Murcia aprobaran mociones de reconocimiento a los deportados por el régimen franquista.
A finales de 2018, tanto su hija como otros familiares se trasladaron a Alemania para recuperar el anillo y el reloj que le habían sido expoliados por los nazis durante su cautiverio. Dichas pertenencias fueron entregadas por el Servicio Internacional de Rastreo (ITS), con sede en la ciudad alemana de Bad Arolsen y que se dedica a devolver los objetos robados a las víctimas del nazismo con la ayuda del Gobierno alemán. En dichas gestiones la familia no contó con ninguna colaboración por parte de la Administración española.